# انور تورائف
انور تورائف (زاده ۲۱ ژوئن ۱۹۳۴ ،سمرقند) بازیگر اهل کشور اتحاد جماهیر شوروی و تاجیکستان است. از فیلم‌هایی که وی در آنها بازی کرده‌است می‌توان به فیلم سرگذشت یک شاعر اشاره نمود.